# Lista monumentelor istorice din județul Sibiu - H

Simbol pentru monumentele istorice

Lista monumentelor istorice din județul Sibiu - H cuprinde monumentele istorice înscrise în Patrimoniul cultural național al României și aflate în localități ce încep cu litera H din județul Sibiu.
Lista completă este menținută și actualizată periodic de către Ministerul Culturii, Cultelor și Patrimoniului Național din România, prin intermediul Institutului Național al Patrimoniului, ultima versiune datând din 2015. Această listă cuprinde și actualizările ulterioare, realizate prin ordin al ministrului culturii.
| Cod LMI                               | Denumire                                                                   | Localitate                    | Localizare                | Datare, Creatori                                        | Imagine               | Erori             |
| ------------------------------------- | -------------------------------------------------------------------------- | ----------------------------- | ------------------------- | ------------------------------------------------------- | --------------------- | ----------------- |
| SB-I-s-B-11961 (RAN: 145783.01)       | Situl arheologic de la Hamba                                               | sat Hamba; comuna Șura Mare   | La 2 km SE de sat         | sec. II - III p. Chr.                                   | Încarcă foto \| video | Raportează eroare |
| SB-I-m-B-11961.01 (RAN: 145783.01.02) | Așezare                                                                    | sat Hamba; comuna Șura Mare   | La 2 km SE de sat         | sec. II - III p. Chr.                                   | Încarcă foto \| video | Raportează eroare |
| SB-I-m-B-11961.02 (RAN: 145783.01.01) | Așezare                                                                    | sat Hamba; comuna Șura Mare   | La 2 km SE de sat         | Latène, Cultura geto-dacică                             | Încarcă foto \| video | Raportează eroare |
| SB-I-s-B-11962 (RAN: 145186.01)       | Așezare rurală                                                             | sat Hosman; comuna Nocrich    | Intravilan                | sec. II - III p. Chr.                                   |                       | Raportează eroare |
| SB-II-m-B-12398 (RAN: 145783.02)      | Biserica evanghelică                                                       | sat Hamba; comuna Șura Mare   | 51                        | sec. XIII - XVI,1829 - 1830; sec. XIX (turn-clopotniță) | Alte imagini          | Raportează eroare |
| SB-II-a-B-12399                       | Ansamblul bisericii evanghelice                                            | sat Hoghilag; comuna Hoghilag | 1 46.2292°N 24.6106°E     | sec. XVI - XIX                                          | Alte imagini          | Raportează eroare |
| SB-II-m-B-12399.01                    | Biserica evanghelică                                                       | sat Hoghilag; comuna Hoghilag | 1                         | 1828 - 1838                                             |                       | Raportează eroare |
| SB-II-m-B-12399.02                    | Turn-clopotniță (fost turn de poartă?)                                     | sat Hoghilag; comuna Hoghilag | 1                         | 1581, 1796                                              |                       | Raportează eroare |
| SB-II-m-B-20923.41                    | Linie ferată îngustă                                                       | sat Hosman; comuna Nocrich    | Între km 76+133-82+801    | 1898 - 1910                                             | Încarcă foto \| video | Raportează eroare |
| SB-II-m-B-20923.42                    | Podeț dalat                                                                | sat Hosman; comuna Nocrich    | La km 79+034              | 1898 - 1910                                             | Încarcă foto \| video | Raportează eroare |
| SB-II-m-B-20923.43                    | Canton Hosman                                                              | sat Hosman; comuna Nocrich    | La km 79+110              | 1898 - 1910                                             | Încarcă foto \| video | Raportează eroare |
| SB-II-m-B-20923.44                    | Podeț dalat – 5,8 m                                                        | sat Hosman; comuna Nocrich    | La km 79+506              | 1898 - 1910                                             | Încarcă foto \| video | Raportează eroare |
| SB-II-m-B-20923.45                    | Podeț dalat – 5 m                                                          | sat Hosman; comuna Nocrich    | La km 81+077              | 1898 - 1910                                             | Încarcă foto \| video | Raportează eroare |
| SB-II-a-A-12400                       | Ansamblul bisericii evanghelice fortificate                                | sat Hosman; comuna Nocrich    | 129 45.83138°N 24.42666°E | sec. XIII - înc. sec. XIX                               |                       | Raportează eroare |
| SB-II-m-A-12400.01                    | Biserica evanghelică fortificată                                           | sat Hosman; comuna Nocrich    | 129 45.83135°N 24.42673°E | sec. XIII, modif. sec. XVI și XVIII, 1803 - 1804        | Alte imagini          | Raportează eroare |
| SB-II-m-A-12400.02                    | Incintă fortificată interioară, cu două turnuri, bastion și turn de poartă | sat Hosman; comuna Nocrich    | 129                       | sec. XV                                                 |                       | Raportează eroare |
| SB-II-m-A-12400.03                    | Incintă fortificată exterioară, cu două turnuri                            | sat Hosman; comuna Nocrich    | 129                       | sec. XV - sec. XVIII                                    |                       | Raportează eroare |